# Villacampa
Villacampa ist ein spanischer Ort in der Provinz Huesca der Autonomen Gemeinschaft Aragonien. Villacampa, im Pyrenäenvorland liegend, gehört zur Gemeinde Sabiñánigo. Der Ort hat seit Jahren keine Einwohner mehr.

## Geschichte
Der Ort wurde 1067 erstmals genannt.

## Sehenswürdigkeiten
- Kirche San Juan Bautista, erbaut im 17. Jahrhundert